# EQOM Group
EQOM Group is een consortium van grote erotiekbedrijven dat producten levert aan zowel particulieren als winkels. De naam EQOM is een afkorting voor E-commerce, Quality, Open-Mindedness en Multinational. 

## Geschiedenis

### Oprichting en doel
De EQOM Group is in 2021 ontstaan nadat EDC Retail (bekend van onder andere EasyToys en Pabo) fuseerde met erotiekgroothandel Eropartner Distribution. Deze fusie kwam tot stand nadat EDC Retail werd benaderd door investeringsgroep Waterland Private Equity Investments, die met een kapitaalinjectie het nieuwe bedrijf wilden laten groeien. Hetzelfde jaar werden ook het Nederlandse Christine le Duc en de Noorse merken Kondomeriet en Nytelse ingelijfd. Eind 2021 werd het Duitse Amorelie aan het bedrijf toegevoegd. Eric Idema, oprichter van EDC Retail, was tot 1 juli 2024 CEO van de EQOM Group. Idema blijft wel actief als adviseur van de EQOM Group. Vanaf 1 juli 2024 is Marc van Boven CEO van de EQOM Group.

### Bedrijven verbonden aan de EQOM Group
De volgende erotiekbedrijven zijn aan de EQOM Group verbonden: 
- EDC Retail
- EDC Wholesale
- Eropartner Distribution
- EasyToys
- Kondomeriet
- Christine le Duc
- Beate Uhse
- Pabo
- Adam et Eve
- Amorelie
- Nytelse